# بحيرة دياز
بحيرة دياز، والارتفاع 3674 قدم (1120 م)، وتقع في وادي أوينز، إلى الجنوب مباشرة من لون باين، كاليفورنيا، الولايات المتحدة الأمريكية. إنها تغطي 80 فدانا (32 هكتارًا).

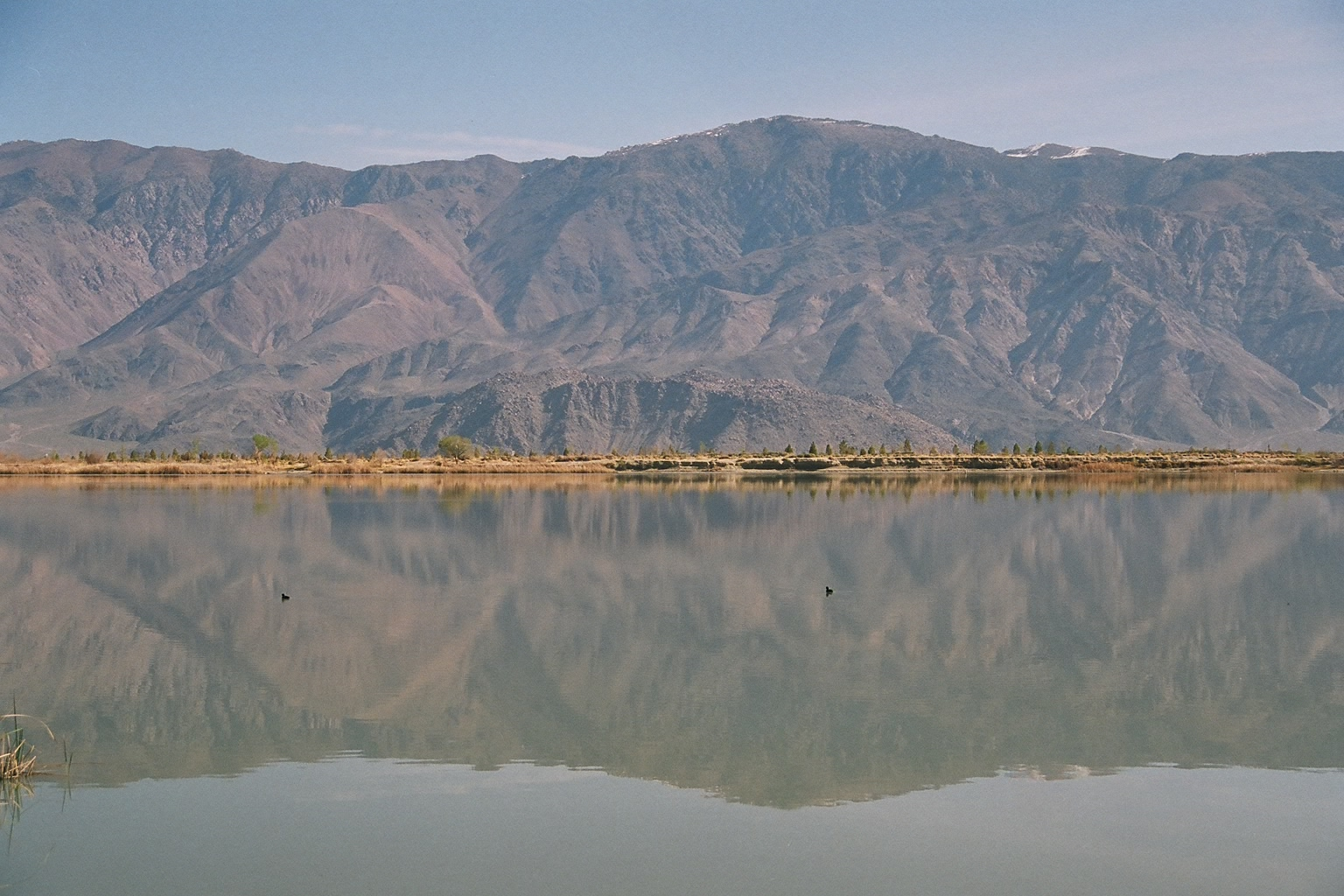
بحيرة دياز

## التاريخ
تشكلت البحيرة من جراء الزلزال عام 1872 لون باين يوم الثلاثاء 26 مارس من ذلك العام عندما سقط 18 ميل (29 كم) من وادي أوينز ما يقرب من 20 قدما (6 م) وبعدها بدأ ربيع جديد، مما تسبب في الماء لملء الأراضي المنخفضة.
كان اسمه البحيرة يعود لعائلة دياز الذي أسس مزرعة عندما هاجر شقيقه رافائيل اليوتيرو دياز من شيلي في عام 1860. بعدها تم بيع الأرض لمدينة لوس انجليس.